# MEROPS
MEROPS是一个关于蛋白酶（或称为肽酶）及其抑制剂的在线网络数据库。它对蛋白酶的分类方案由Rawlings & Barrett在1993年提出，对蛋白抑制剂的由Rawlings et al.在2004年提出。最新版本MEROPS 12.0于2017年9月发布。

## 总览
分类基于三级的和一级的结构层面的相似性。比较仅限于直接参与反应的那部分序列，其在肽酶的情况下必须包含活性位点，并且对于蛋白质抑制剂而言为反应位点。分类是分层次的：序列被编组成家族（families），家族组成氏族（clans）。 每个肽酶，家族和氏族都有一个独特的标识符。